# Equipe djibutiana na Copa Davis
A equipe djibutiana na Copa Davis representa o Djibuti na Copa Davis, principal competição de tênis masculina por equipes do mundo. É administrada pela Fédération Djiboutienne de Tennis.